# Filz-Brombeere
Die Filz-Brombeere (Rubus canescens) oder Filzige Brombeere ist die einzige Art der Serie Canescentes aus der Pflanzengattung Rubus innerhalb der Familie der Rosengewächse (Rosaceae). Sie ist von Europa bis Westasien und dem Kaukasusraum weitverbreitet.

## Beschreibung

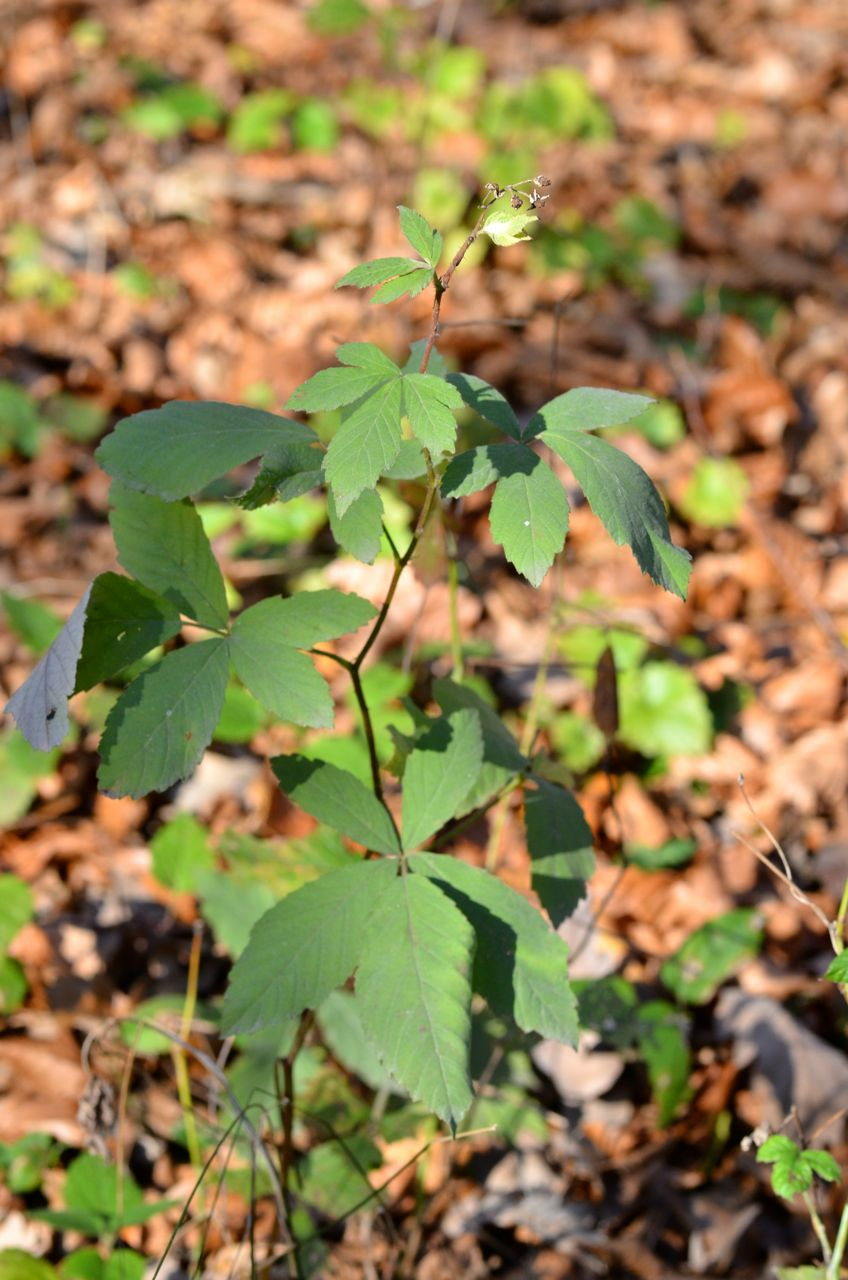
Zweig mit Laubblättern

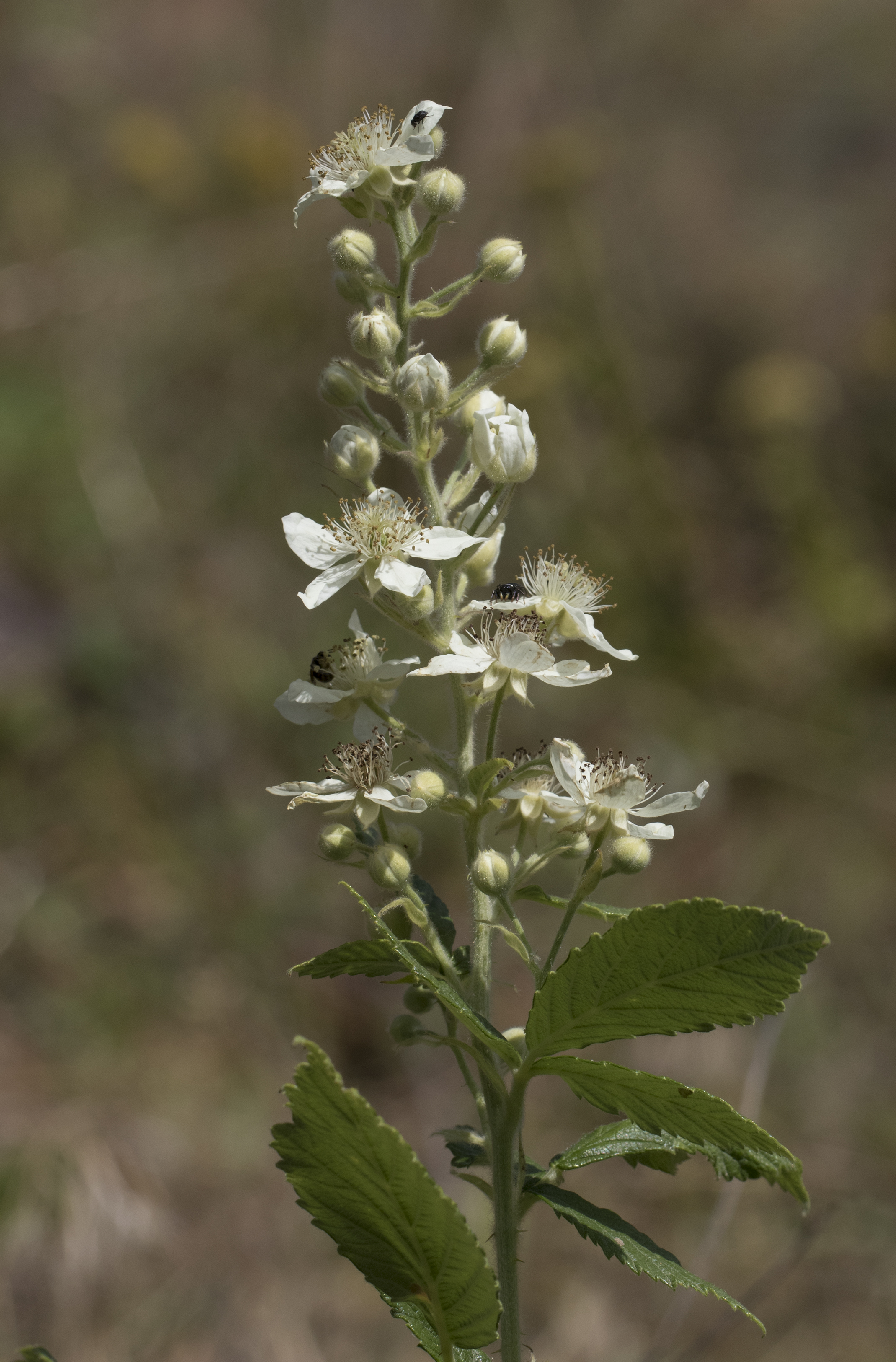
Blütenstand

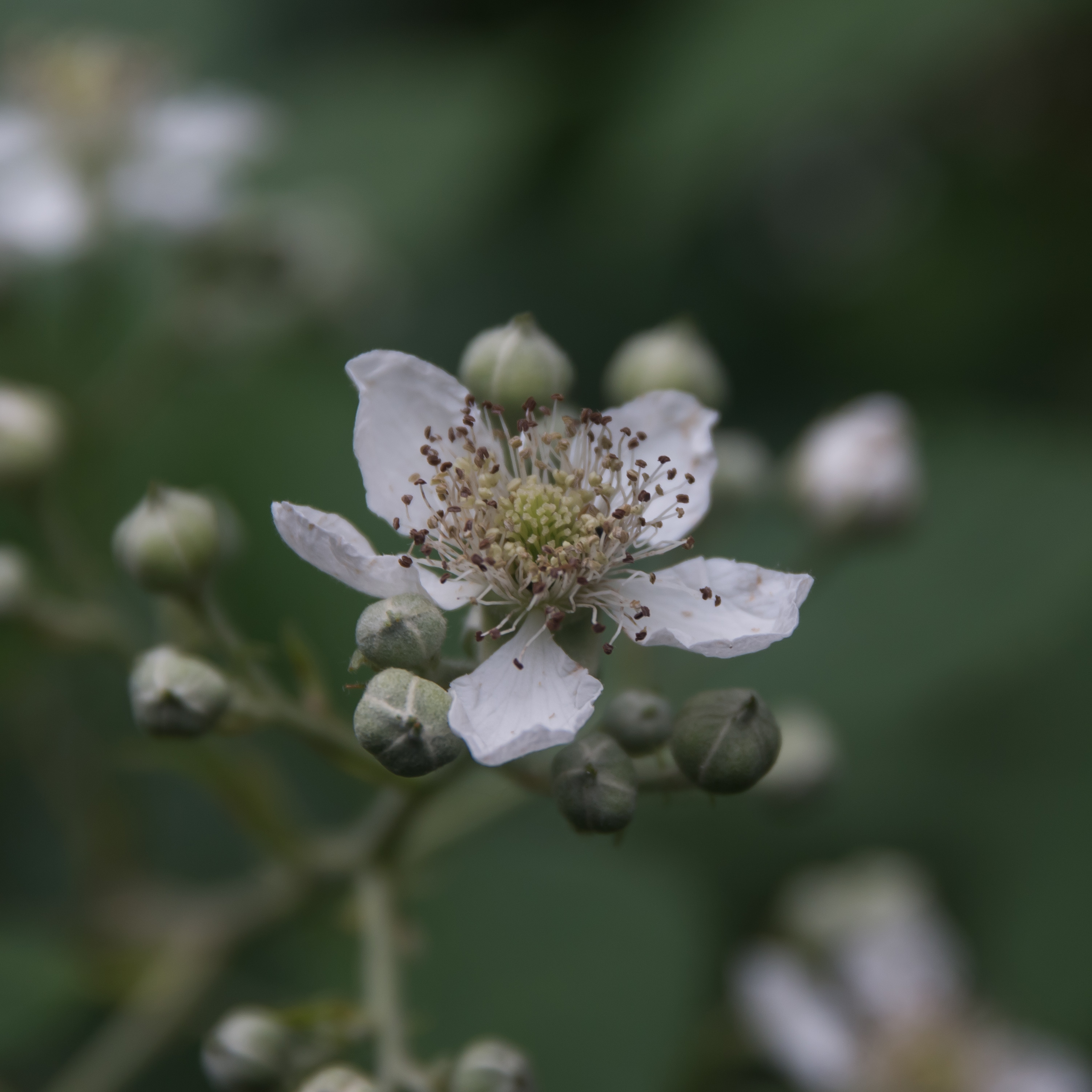
Blütenknospen und Blüte mit vielen Staubblättern

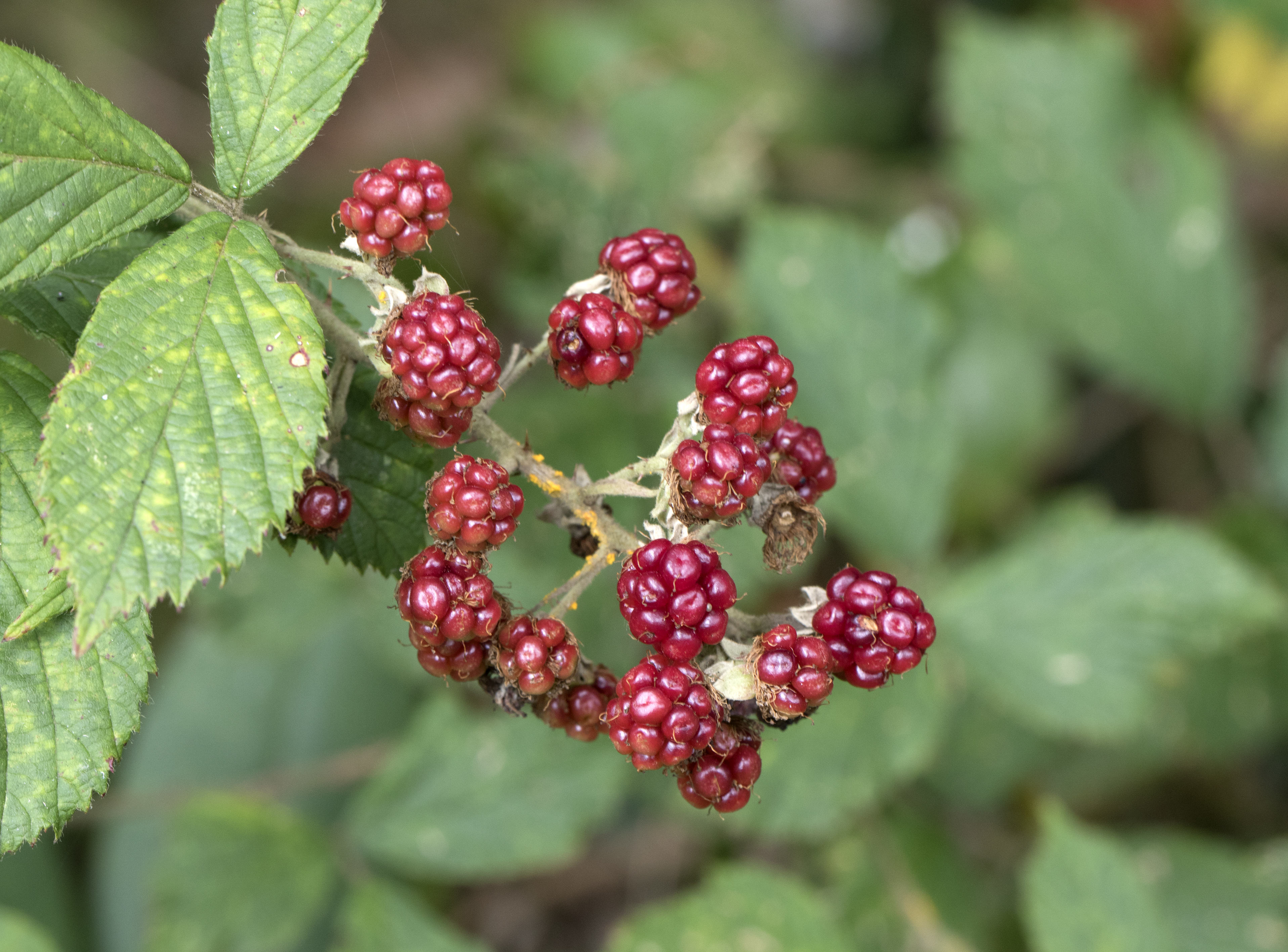
Sammelfrüchte

### Vegetative Merkmale
Die Filz-Brombeere ist ein Strauch, der Wuchshöhen von 50 bis 100 Zentimetern erreicht. Die Sprossachsen sind meist aufrecht mit nickender Spitze; sie sind kantig gefurcht, drüsenlos oder mit zerstreuten Steildrüsen, selten mit vereinzelten Stachelhöckern. Die Stacheln sind kantenständig, gleichartig oder etwas ungleich, ziemlich kurz und schwach; die größeren sind zurückgebogen.
Die wechselständig angeordneten Laubblätter sind in Blattstiel und Blattspreite gegliedert. Die Blattspreite ist unpaarig gefiedert und drei- oder fünfteilig. Die Blattoberseite ist meist dicht mit Sternhaaren bedeckt, und dadurch fühlen sich die Laubblätter oft weich an. Die Blattunterseiten der Blättchen|Fiederblätter sind dicht filzig behaart. Die Fiederblättchen sind gestielt. Das Endfiederblatt ist bei einer Länge von 3 bis 7 Millimetern oval, verkehrt-eiförmig oder rhombisch. Die Nebenblätter sind bei einer Breite von 0,5 bis 1 Millimetern linealisch.

### Generative Merkmale
Die Blütezeit reicht in Spanien von Juni bis August, in Mitteleuropa von Mai bis Juli. Im zylindrischen oder manchmal pyramidalen, dicht behaarten Blütenstand sind im oberen Bereich keine Blätter vorhanden, und darunter sind die Blätter dreiteilig, manchmal können sie auch fünfteilig sein.
Die zwittrigen Blüten sind radiärsymmetrisch und fünfzählig mit doppelter Blütenhülle. Die fünf Kelchblätter sind weiß flaumig behaart und in der Blüte und an der Frucht zurückgeschlagen. Die fünf weißen (getrocknet gelben) Kronblätter sind bei einer Länge von 8 bis 11 Millimetern sowie einer Breite von 6 bis 8 Millimetern meist oval, manchmal verkehrt-eiförmig oder fast kreisförmig. Es sind viele Staubblätter vorhanden. Die Staubbeutel sind kahl. Die Fruchtblätter sind kahl.
Die Sammelfrucht ist glänzend schwarz.

### Chromosomensatz
Die Chromosomengrundzahl beträgt x = 7; es liegt Diploidie mit einer Chromosomenzahl von 2n = 14 vor.

## Verbreitung und Gefährdung
Rubus canescens ist von Europa bis Westasien und dem Kaukasusraum weitverbreitet. Es gibt Fundortangaben für Portugal, Spanien, Frankreich (inklusive Korsika), Belgien, Deutschland, Österreich, Liechtenstein, die Schweiz, Italien (inklusive Sizilien), Tschechien, Ungarn, Polen, die Slowakei, Slowenien, Serbien, Kroatien, Bosnien und Herzegowina, Bulgarien, Montenegro, Rumänien, Albanien, Nordmazedonien, Griechenland (inklusive Kreta), die Republik Moldau, die Ukraine, die Krim, Israel, Jordanien, Libanon, die Türkei, Syrien, Aserbaidschan und Georgien.
Für Deutschland gilt Rubus canescens als nicht gefährdet; für Baden-Württemberg ist die Datenlage unzureichend, in Bayern (dort kommt sie nur nördlich der Donau vor) sowie in Hessen wird sie als „nicht gefährdet“ bewertet, in Nordrhein-Westfalen ist sie sehr selten, in Rheinland-Pfalz, im Saarland sowie in Thüringen gilt sie als gefährdet mit unklarem Status; in anderen Bundesländern kommt sie nicht vor. Sie steigt im Kanton Wallis über Fully bis 1610 Meter Meereshöhe auf.
Rubus canescens ist in der Roten Liste der gefährdeten und seltenen Gefässpflanzen des Fürstentums Liechtenstein 2006 als „Vom Aussterben bedroht“ (= CR) bewertet. Nur in kleinen Beständen und nur an wenigen Standorten kommt Rubus canescens in Liechtenstein vor, daher wird vermutet, dass die Art in Liechtenstein vollständig verschwinden kann.
In der Schweiz gilt Rubus canescens in der Roten Liste 2016 der Gefässpflanzen der Schweiz als „Least Concern“ = „nicht gefährdet“.

## Systematik
Die Erstbeschreibung von Rubus canescens erfolgte 1813 durch Augustin Pyramus de Candolle in Catalogus Plantarum Horti Botanici Monspeliensis, 139. Synonyme für Rubus canescens DC. sind: Rubus albicans Kit., Rubus argenteus C.C.Gmel. nom. illeg., Rubus australis A.Kern. non G.Forst., Rubus cistoides Pau, Rubus hypoleucus Vest, Rubus ibericus Sennen & T.S.Elias non Juz., Rubus lloydianus Genev., Rubus triphyllus Bellardi non Thunb., Rubus tomentosus subsp. lloydianus (Genev.) Sudre, Rubus canescens subsp. lloydianus (Genev.) Soó.
Die Rubus canescens ist die einzige Art der Serie Canescentes H.E.Weber, die zur Untersektion Hiemales aus der Sektion Rubus in der Untergattung Rubus innerhalb der Gattung Rubus gehört.